# Prozesskostenhilfe
Über die Prozesskostenhilfe (PKH) (früher als „Armenrecht“ bezeichnet) kann gemäß §§ 114 ff. ZPO bedürftigen Personen eine finanzielle Unterstützung zur Durchführung von Gerichtsverfahren gewährt werden. Prozesskostenhilfe kommt in Verfahren vor den Zivil-, Verwaltungs-, Arbeits-, Finanz- und Sozialgerichten, dem Bundespatentgericht sowie dem Bundesverfassungsgericht in Betracht, wenn eine Partei nicht in der Lage ist, die Gerichtskosten und die ggf. erforderlichen eigenen Anwaltskosten für den Prozess aufzubringen. In Strafverfahren kann nur Nebenklägern und Adhäsionsklägern oder Antragstellern im Klageerzwingungsverfahren Prozesskostenhilfe gewährt werden, bis 2019 musste jedoch aus europarechtlicher Verpflichtung eine Prozesskostenhilfe auch für Beschuldigte und Angeklagte eingeführt werden. Die Prozesskostenhilfe trägt der Staat und über die im Vergleich zur regulären Berechnung teilweise erheblich verminderten Gebühren die Anwaltschaft. Sie ist eine spezialgesetzlich geregelte Einrichtung der Sozialhilfe im Bereich der Rechtspflege und dient der Verwirklichung von Rechtsschutzgleichheit. In den Verfahren nach dem FamFG sowie in Angelegenheiten des gewerblichen Rechtsschutzes wird die Prozesskostenhilfe als Verfahrenskostenhilfe (VKH) bezeichnet.
Auf europäischer Ebene ist der Zugang für die Unionsbürger durch die EU-Prozesskostenhilfe-Richtlinie geregelt.

## Voraussetzungen

### Anspruchsberechtigte und bewilligungsfähige Verfahren
Prozesskostenhilfe kann nach § 114 S. 1 ZPO jeder Partei in einem gerichtlichen Verfahren gewährt werden. Typischerweise sind dies der Kläger und der Beklagte. Aber auch Nebenintervenienten bzw. andere Beteiligte in Verfahren nach dem FamFG oder (in speziellen Verfahren) Antragstellern oder Antragsgegnern, Gläubigern und Schuldnern kann Prozesskostenhilfe gewährt werden. Neben natürlichen Personen können auch juristische Personen (vgl. § 116 ZPO) Prozesskostenhilfe erhalten, allerdings unter wesentlich engeren Voraussetzungen. Auch Ausländer bzw. Staatenlose haben bei Erfüllung der allgemeinen Voraussetzungen uneingeschränkten Anspruch auf Gewährung von Prozesskostenhilfe für die Durchführung von Prozessen an deutschen Gerichten und zwar auch dann, wenn die Betroffenen keinen Wohnsitz in Deutschland haben. Für grenzüberschreitende Verfahren innerhalb der Europäischen Union gelten die Regelungen in §§ 1076 bis 1078 ZPO.
Für den außergerichtlichen Bereich kann (außer in den Bundesländern Bremen und Hamburg) nur Beratungshilfe nach dem Beratungshilfegesetz (BerHG) gewährt werden.

### Antragstellung
Prozesskostenhilfe wird grundsätzlich nur auf Antrag gewährt, wobei der Antrag schriftlich oder zu Protokoll bei der Geschäftsstelle bzw. in einem Gerichtstermin gestellt werden kann, vgl. § 117 Abs. 1 ZPO. Für die Beantragung von Prozesskostenhilfe an sich besteht kein Formularzwang, jedoch ist die Verwendung der amtlichen Formulare bei der Darlegung der wirtschaftlichen Verhältnisse vorgeschrieben. Werden bei Antragstellung noch keine Angaben zu den wirtschaftlichen Verhältnissen gemacht oder die amtlichen Vordrucke nicht verwendet, wird dies in der Regel vom Gericht nachgefordert.
Der Antrag auf Prozesskostenhilfe muss an das Gericht gerichtet werden, bei dem der Prozess anhängig ist oder bei dem er anhängig gemacht werden soll bzw. bei dem ein beabsichtigtes Rechtsmittel gegen eine Entscheidung der Vorinstanz eingelegt werden soll. Bei Verfassungsbeschwerden ist der Antrag beim Bundesverfassungsgericht zu stellen. Der Antrag auf Prozesskostenhilfe kann daher
- vor Klageerhebung gestellt werden (sog. isoliertes Verfahren über Prozesskostenhilfe); in diesem Fall üblicherweise zusammen mit einem Klageentwurf oder einer sonstigen Darstellung des Sachverhalts und einer zumindest skizzierten Begründung der Klage,
- zusammen mit der Klage gestellt werden oder
- jederzeit nach Erhebung der Klage, jedoch vor dem Ende des Verfahrens, gestellt werden. In diesem Fall besteht jedoch für Kosten, die bereits vor Antragstellung angefallen sind, kein Erstattungsanspruch im Rahmen von Prozesskostenhilfe.

Sind für eine Klage oder ein Rechtsmittel Fristen zu beachten und sind diese Fristen während der Bearbeitungszeit eines isolierten Prozesskostenhilfeantrages verstrichen, so ist zur Rechtswahrung binnen zwei Wochen nach Erhalt der Entscheidung über Prozesskostenhilfe nicht nur die Klage tatsächlich zu erheben, sondern auch Wiedereinsetzung in den vorigen Stand zu beantragen. Sofern es sich um einen Anwaltsprozess handelt, ist in dieser Zeit auch ein Rechtsanwalt für das Verfahren zu beauftragen, damit dieser die Klage bzw. das Rechtsmittel in Vollmacht erhebt.
Für das Prozesskostenhilfeverfahren besteht grundsätzlich kein Anwaltszwang und zwar auch dann nicht, wenn für das angestrebte Verfahren der Hauptsache Anwaltspflicht herrschen würde.

### Persönliche und wirtschaftliche Voraussetzungen
Der Einsatz von Einkommen und Vermögen wird in § 115 ZPO geregelt. Vermögen ist genauso wie beim Bezug von Sozialhilfe vorrangig einzusetzen. Der Vermögensfreibetrag zur Gewährung von Prozesskostenhilfe liegt aktuell bei (2023) bei 10.000 Euro. Sind die Prozesskosten nicht vollständig aus dem vorhandenen Vermögen zu begleichen, kommt Prozesskostenhilfe in Frage. Bezug von laufenden Leistungen nach dem SGB II (Grundsicherung) oder SGB XII (Sozialhilfe) stellt stets ein Indiz für die Bedürftigkeit dar und verpflichtet einen Rechtsanwalt zu dem Hinweis, dass die Bewilligung von Prozesskostenhilfe in Frage kommt. Auch ohne solche Leistungsansprüche können die wirtschaftlichen Voraussetzungen für eine Bewilligung von Prozesskostenhilfe vorliegen. Die wirtschaftliche Bedürftigkeit ist bei einem Antrag anhand einer Erklärung über die persönlichen und wirtschaftlichen Verhältnisse darzustellen und zu belegen.
Beispiel: Eine allein stehende Person, die über weniger als 10.000 Euro Vermögen verfügt und arbeitet und nach Abzug der Kosten von Unterkunft und Heizung über weniger als 160 von Hundert des Regelbedarfs (Stufe 1) (160/100*563 € = 900,80 €) verfügt, bekommt die Gerichtskosten und die Kosten des eigenen Anwalts bezahlt. Das darüber hinaus verbleibende Einkommen ist jeden Monat zur Hälfte einzusetzen, solange bis die Kosten bezahlt sind oder 48 Raten geleistet wurden. 
Bei juristischen Personen gelten die Voraussetzungen des § 116 ZPO. Maßgeblich ist nicht nur die wirtschaftliche Situation der juristischen Person selbst, sondern auch „von den am Gegenstand des Rechtsstreits wirtschaftlich Beteiligten“. Es wird also auch die Leistungsfähigkeit der Gesellschafter geprüft. Zudem muss ein Allgemeininteresse daran bestehen, dass die juristische Person den Rechtsstreit führen kann oder mit dem Wortlaut des Gesetzes „wenn die Unterlassung der Rechtsverfolgung oder Rechtsverteidigung allgemeinen Interessen zuwiderlaufen würde“. Etwa wäre dies der Fall, wenn im anderen Falle eine große Anzahl von Arbeitsplätzen wegfallen könnte oder die juristische Person ihre Verbindlichkeiten gegenüber einer großen Anzahl von Kleingläubigern nicht mehr erfüllen kann.
Der Antragsteller muss daher wahrheitsgemäß Auskünfte über seine Vermögenssituation geben. Seit 2014 ist gesetzlich klargestellt, dass der Verfahrensgegner auch zu den wirtschaftlichen Verhältnissen des Antragstellers Stellung nehmen kann; gleichwohl sind diesem gemäß § 117 Abs. 2 S. 2 ZPO die vorgelegten Unterlagen im Regelfall nicht bzw. nur mit Zustimmung des Antragstellers zugänglich zu machen.
In persönlichen Angelegenheiten besteht gegen einen leistungsfähigen Ehegatten, auch wenn die Partner getrennt leben sollten, evtl. ein Unterhaltsanspruch für die Führung eines gerichtlichen Verfahrens, der sog. Prozesskostenvorschuss. Bei bestehendem und durchsetzbarem Anspruch sind die wirtschaftlichen Voraussetzungen für die Bewilligung von Prozesskostenhilfe nicht gegeben.

### Erfolgsaussichten und fehlende Mutwilligkeit
Die Bewilligung von Prozesskostenhilfe setzt weiter voraus, dass hinreichende Aussichten auf Erfolg bestehen und die Rechtsverfolgung nicht mutwillig erscheint.
Anhand der vorgelegten Unterlagen zum Streitfall und einer ggf. eingehenden Stellungnahme des Gegners bzw. der anderen Beteiligten hierzu erfolgt durch das Gericht eine summarische Vorprüfung. Für eine Bewilligung muss der Verfahrensausgang danach zumindest offen sein und z. B. erst im Rahmen einer Beweiserhebung geklärt werden können. Hat die Rechtsverfolgung oder Rechtsverteidigung nur zum Teil hinreichende Aussicht auf Erfolg, erfolgt auch nur insoweit eine Bewilligung und folglich Übernahme der Prozesskosten.
Darüber hinaus darf die Rechtsverfolgung nicht im Sinne von § 114 Abs. 2 ZPO mutwillig erscheinen. Als mutwillig gilt ein Prozess dann, wenn trotz bestehender Erfolgsaussichten eine wirtschaftlich besser gestellte und verständige Person die Klage dennoch nicht erheben würde (z. B. wegen unverhältnismäßig hoher Prozesskosten im Verhältnis zum erreichbaren Ziel).
§ 114 Abs. 2 ZPO lautet:
Der Gesetzestext ist nicht verständlich, obwohl er ein solches Ziel nicht verfolgt: Jedenfalls nach seinem Wortlaut wäre von Mutwilligkeit selbst dann auszugehen, wenn ein Bemittelter einen Prozess nicht führen würde, obwohl eine hinreichende Aussicht auf Erfolg besteht. In einem solchen Fall könnte er mit einer Kostenerstattung durch den unterlegenen Gegner rechnen.
In der Literatur wird vielfach kritisiert, dass durch diese Beschränkung auch bei einer hinreichenden Erfolgsaussicht die Bewilligung der PKH verweigert werden könne. Das kann beispielsweise ein Mieter sein, der aufgrund seiner Beweislast erst einen teuren Gutachter einschalten müsste, wenn der Vermieter die Schuld am Eintritt eines Mangels bestreitet (§ 536a BGB).
In der Rechtsprechung umstritten ist die Frage, ob die Erfolgsaussicht einer Klage allein wegen fehlender sachlicher Zuständigkeit des Gerichts verneint werden darf. Während einige Gerichte diese Frage bejahen, sehen andere Gerichte eine Verweisung des Prozesskostenhilfeverfahrens an das sachlich zuständige Gericht in analoger Anwendung des § 17a GVG für geboten, um einen negativen Kompetenzkonflikt zu vermeiden.

## Entscheidung über den Antrag auf Prozesskostenhilfe und Folgen

### Gewährung von Prozesskostenhilfe
Im Falle der Bewilligung von Prozesskostenhilfe ist die Partei von der Zahlung von Gerichts- und Verfahrenskosten befreit. Je nach den wirtschaftlichen Verhältnissen der betreffenden Person wird die Prozesskostenhilfe mit Ratenzahlung oder ohne Ratenzahlung gewährt. Dabei handelt es sich bei der Prozesskostenhilfe mit Ratenzahlung um ein sogenanntes Justizdarlehen nach § 120 ZPO. Soweit Prozesskostenhilfe nur mit Ratenzahlungen bewilligt wurde, sind die festgesetzten Raten zu zahlen, bis die voraussichtlichen Kosten gedeckt sind bzw. die Ratenobergrenze erreicht ist.
Wurde der Prozesskostenhilfeantrag bereits durch einen Rechtsanwalt gestellt oder hat der Antragsteller bereits einen vertretungsbereiten Rechtsanwalt seiner Wahl angegeben, so ordnet das Gericht diesen gemäß § 121 ZPO bei. Wurde bis zum Bewilligungsbeschluss noch keine Beiordnung eines bestimmten Rechtsanwalts beantragt, so kann der Berechtigte auch nachträglich noch die Beiordnung eines vertretungsbereiten Rechtsanwalts seiner Wahl beantragen. Gemäß § 121 Abs. 3 ZPO kann ein nicht in dem Bezirk des Prozessgerichts niedergelassener Rechtsanwalt nur beigeordnet werden, wenn dadurch weitere Kosten nicht entstehen. Bei richtigem Verständnis können davon nur Reisekosten betroffen sein, die für die Anreise des Rechtsanwalts zum Prozessgericht entstehen, nicht jedoch das Honorar.
Die Beiordnung verschafft dem beigeordneten Rechtsanwalt einen Vergütungsanspruch gegen die Staatskasse und löst eine Forderungssperre hinsichtlich der Anwaltsgebühren gegenüber dem Mandanten aus, § 122 Abs. 1 Nr. 3 ZPO. Demnach ist es dem Rechtsanwalt ab dem Zeitpunkt der Beiordnung verwehrt, direkt mit dem Mandanten abzurechnen. Wichtige andere Punkte des Verhältnisses zwischen Rechtsanwalt und Mandant werden durch die Beiordnung hingegen nicht geregelt. Insbesondere ersetzt die Beiordnung keine Vollmacht; die Vollmacht ist stets vom Rechtssuchenden gesondert zu erteilen. Auch kann der Prozesskostenhilfeberechtigte nicht die Beiordnung eines bestimmten Rechtsanwalts gegen dessen Willen erzwingen (§ 121 Abs. 1 ZPO: „zur Vertretung bereiter Rechtsanwalt“) oder vom beigeordneten Anwalt den Abschluss eines über die gesetzlichen Regelungen hinausgehenden Anwaltsvertrages verlangen. Umgekehrt ist eine Vergütungsvereinbarung, die einem beigeordneten Rechtsanwalt eine höhere als die gesetzliche Vergütung zugesteht, gem. § 3a Abs. 3 RVG nichtig. Die von der Staatskasse an den beigeordneten Rechtsanwalt gezahlten Vergütungen werden wie Gerichtskosten behandelt.
Wird Prozesskostenhilfe bewilligt und verliert der Antragsteller den Prozess, können die Gerichtskosten, die Kosten einer eventuellen Beweisaufnahme (z. B. Auslagen für Zeugen oder Sachverständige) sowie die (von der Staatskasse bezahlten) Anwaltsgebühren des eigenen beigeordneten Rechtsanwaltes von der Staatskasse nur nach Maßgabe der gewährten Prozesskostenhilfe eingezogen werden. Das sind die festgesetzten Raten. Ist die Ratenobergrenze erreicht oder Prozesskostenhilfe ohne Ratenzahlung gewährt, entfällt ein Anspruch der Staatskasse gegen den Antragsteller. Die Kosten der gegnerischen Partei, einschließlich der Anwaltskosten muss der Antragsteller im gleichen Umfang erstatten, wie dies auch bei nicht bedürftigen Personen der Fall ist§ 123 ZPO. Die Prozesskostenhilfe deckt nur die Gerichtskosten und die Gebühren des eigenen Anwalts, welche ab einem Streitwert von mehr als € 4000 nach abgesenkten Sätzen (§ 49 RVG) berechnet werden. Gewinnt der Antragsteller den Prozess, muss – außer bei arbeitsgerichtlichen Verfahren erster Instanz – der Gegner sämtliche Anwalts- und Prozesskosten tragen. Der beigeordnete Anwalt kann sein Honorar, berechnet nach den nicht abgesenkten Sätzen, auch im eigenen Namen gegen den unterlegenen Gegner festsetzen lassen, soweit er nicht von der Staatskasse vergütet worden ist und der Erstattungsanspruch insoweit auf die Staatskasse übergegangen ist.

### Ablehnung von Prozesskostenhilfe
Wird Prozesskostenhilfe abgelehnt, ist hiergegen gemäß § 127 Abs. 2 ZPO ein Rechtsbehelf gegeben (nicht zu verwechseln mit der sofortigen Beschwerde gemäß § 569 ZPO, die dafür eine Notfrist von zwei Wochen vorsieht). Auf der Grundlage von § 127 Abs. 2 ZPO kann innerhalb einer Notfrist von einem Monat sofortige Beschwerde nach Zustellung oder sonstigem Zugang des Ablehnungsbeschlusses erhoben werden.
Voraussetzung ist, dass der Streitwert in der Hauptsache 600 € übersteigt (§ 511 ZPO). Ebenso ist kein Rechtsmittel gegen eine ablehnende Prozesskostenhilfeentscheidung gegeben, wenn gegen eine Entscheidung im Hauptsacheverfahren kein Rechtsmittel mehr möglich wäre oder die Beschwerde durch ein Gesetz ausgeschlossen ist, z. B. in Asylverfahren nach § 80 AsylG. Der ablehnende Beschluss hat eine Begründung zu enthalten, aus welcher sich ergibt, ob das Gericht die Erfolgsaussichten der Klage verneint oder sie mutwillig erscheint oder der Antragsteller in der Lage ist, aus eigenen Mitteln seine Prozessführung zu finanzieren. Bei der Prozesskostenhilfe kann eine Beschwerde gegen die Ablehnung von Prozesskostenhilfe vom Betroffenen selbst ohne einen Anwalt erhoben werden.
In Verfahren vor den Finanzgerichten regelt § 142 FGO die Prozesskostenhilfe und gelten die Vorschriften der Zivilprozessordnung (ZPO) über die Prozesskostenhilfe sinngemäß. Nach § 128 Abs. 2 FGO können Beschlüsse im Verfahren der Prozesskostenhilfe nicht mit der Beschwerde angefochten werden. Zulässig ist jedoch im Falle einer Ablehnung, bei mäßigen Erfolgsaussichten, eine Anhörungsrüge gemäß § 133a FGO. Vor den Finanzgerichten besteht kein Anwaltszwang (§ 62 Abs. 1 FGO).
In Klageverfahren vor der Finanzgerichtsbarkeit (Finanzgericht, Bundesfinanzhof) kann einem Beteiligten, dem Prozesskostenhilfe bewilligt worden ist, auch ein Steuerberater oder Wirtschaftsprüfer beigeordnet werden. Deren Vergütung richtet sich ebenfalls nach den für den beigeordneten Rechtsanwalt geltenden Vorschriften des Rechtsanwaltsvergütungsgesetzes, § 142 Abs. 2 FGO.
Vor dem Bundesfinanzhof (§ 62 Abs. 4 FGO) müssen sich die Beteiligten durch Prozessbevollmächtigte vertreten lassen. Einen Antrag auf Prozesskostenhilfe kann der Betroffene beim Bundesfinanzhof jedoch selbst stellen. Der Antrag ist innerhalb der jeweiligen Rechtsmittelfrist beim Bundesfinanzhof unter Nachweis der finanzgerichtlichen Entscheidung und ihrer Zustellung oder ihres sonstigen Zugangs zu stellen und wird dem Antragsteller das Aktenzeichen vom Bundesfinanzhof mitgeteilt.
Soweit der Antrag auf Bewilligung von Prozesskostenhilfe mit sämtlichen erforderlichen prozessualen Nachweisen, der Erklärung über die persönlichen und wirtschaftlichen Verhältnisse und einer Begründung des Rechtsmittelbegehrens, wobei dies in laienhafter Form genügt, dem Bundesfinanzhof innerhalb der Frist vorliegt, die einem Rechtsanwalt oder Steuerberater für Antrag und Begründung zur Verfügung steht, wird der verfassungsrechtlich gebotenen Gleichbehandlung genügt.
Die Entscheidung über den PKH-Antrag ergeht durch Beschluss und ist gerichtsgebührenfrei.
Wegen der Freiheit des Prozesskostenhilfeverfahrens vom Vertretungszwang besteht, wenn auch ohne Erfolgsaussicht, im Falle einer Ablehnung die theoretische Möglichkeit, eine Anhörungsrüge gegen den Zurückweisungsbeschluss gemäß § 133a FGO zu erheben, was der Betroffene ebenfalls selbst tun kann. Dies wäre nur dann überhaupt denkbar, wenn ein Gehörsverstoß tatsächlich stattgefunden hätte. Gegen eine als „unrichtig“ empfundene Entscheidung ist eine Anhörungsrüge nicht gegeben, sondern allenfalls noch Verfassungsbeschwerde für den Fall, dass die Ablehnung der Prozesskostenhilfe greifbar rechtsfehlerhaft ist und daher Grundrechte des Betroffenen verletzt.
In Zivilsachen ist gegen einen ablehnenden Beschluss des Beschwerdegerichts gegebenenfalls noch die Rechtsbeschwerde zum Bundesgerichtshof zulässig, wenn das Beschwerdegericht diese ausdrücklich zugelassen hat. Hier muss sich der Beschwerdeführer auch im Prozesskostenhilfeverfahren von einem beim Bundesgerichtshof zugelassenen Rechtsanwalt vertreten lassen.

## Überprüfungsverfahren
Die Änderung der Prozesskostenhilfeentscheidung ist innerhalb von vier Jahren nach Abschluss des Verfahrens möglich, § 120a Abs. 1 Satz 3 ZPO. In diesem Zeitraum können die persönlichen und wirtschaftlichen Verhältnisse erneut überprüft werden. Abhängig vom Ergebnis der Überprüfung kann das Gericht die Bewilligung der Prozesskostenhilfe dahingehend ändern, dass eine Ratenzahlung oder Einmalzahlung angeordnet wird. Außerdem kann es eine bereits bestehende Ratenanordnung hinsichtlich der Ratenhöhe ändern. Eine unzureichende Mitwirkung an dem Prüfungsverfahren kann gemäß § 124 Abs. 1 Nr. 2 ZPO zur Aufhebung der Prozesskostenhilfe führen. Die Überprüfung erfolgt durch den Rechtspfleger, § 20 Nr. 4 RPflG.

## Kosten des Bewilligungsverfahrens

### Allgemeine Kostenregelungen
Für das Verfahren über die Bewilligung von Prozesskostenhilfe fallen zunächst keine Gerichtskosten an. Anders jedoch, wenn eine sofortige Beschwerde eingelegt und zurückgewiesen wird. Gemäß Nr. 1812 des GKG-Kostenverzeichnisses (KV) bzw. für die freiwillige Gerichtsbarkeit Nr. 19116 des GNotKG-Kostenverzeichnisses betragen die Gerichtsgebühren hierfür 60 Euro, es steht jedoch im Ermessen des Gerichts, sie auf die Hälfte zu reduzieren oder nicht zu erheben (Anmerkung zu KV Nr. 1812 GKG). Ebenso können Kosten in dem praktisch seltenen Fall eintreten, dass Zeugen oder Sachverständige bereits während eines Prüfungsverfahrens vernommen werden, § 118 Abs. 1 S. 5 ZPO.
Wird ein Anwalt beauftragt, die Prozesskostenhilfe zu beantragen, fällt hierfür eine Gebühr gemäß Nr. 3335 des RVG-Vergütungsvezeichnisses (VV) an. Diese beträgt so viel wie die Verfahrensgebühr des Bezugsverfahrens, für das die Prozesskostenhilfe beantragt wird, höchstens jedoch eine volle Gebühr (1,0). Für Verfahren vor den Sozialgerichten gilt, sofern diese Verfahren nach Betragsrahmengebühren abzurechnen sind, die Nr. 3336 RVG-VV; die Gebühr beträgt zwischen 30 und 320 Euro.
Wer einen Anwalt mit dem Prozesskostenhilfeantrag beauftragt, muss ihn selbst bezahlen. Kommt es jedoch später zur Bewilligung und wird das Gerichtsverfahren durchgeführt, gehen diese Gebühren in den späteren (von der Prozesskostenhilfe gedeckten) Gebühren auf, § 16 Nr. 2 RVG.
Im Bewilligungsverfahren findet keine Kostenerstattung statt, § 118 Absatz 1 Satz 4 ZPO. Der Gegner muss entstandene Kosten also nicht erstatten, auch wenn Prozesskostenhilfe bewilligt wird.
Wird der Prozess verloren, so hat auch derjenige, der Prozesskostenhilfe bekommen hat, die Kosten des Gegners zu tragen. (§ 123 ZPO)

### Beratungshilfe und Prozesskostenhilfe für das Verfahren auf Prozesskostenhilfe
Für das Prozesskostenhilfeverfahren selbst wird im Grundsatz keine Prozesskostenhilfe gewährt, da das Verfahren insoweit nicht als gerichtliches Verfahren gilt. Vielmehr steht dem Rechtssuchenden hierfür die Möglichkeit der (vorbereitenden) Beratungshilfe zu (ebd.) Für ein Beschwerdeverfahren gegen eine Entscheidung in einem Prozesskostenhilfeverfahren ist die Situation noch umstritten, jedoch deutet die genannte Entscheidung des Bundesgerichtshofes darauf hin, dass in der Regel auch für das Beschwerdeverfahren keine Prozesskostenhilfe bewilligt werden kann. Etwas anderes gilt jedoch für das Verfahren der Rechtsbeschwerde, da diese bereits dem Anwaltszwang unterliegt und der Bundesgerichtshof daher die Gewährung von Prozesskostenhilfe für ein Rechtsbeschwerdeverfahren ausdrücklich zugelassen hat.

## Rechtsschutzversicherung
Eine bestehende Rechtsschutzversicherung hindert die Beantragung und Bewilligung von Prozesskostenhilfe nicht. Erfolgt jedoch eine Deckungszusage, dann sind die wirtschaftlichen Voraussetzungen für die Bewilligung von Prozesskostenhilfe entfallen. Es besteht insofern eine Mitteilungspflicht gem. § 120a Abs. 2 S. 1 ZPO an das Gericht.

## Strafverfahren
In Strafverfahren wurde dem Beschuldigten in Deutschland bisher keine Prozesskostenhilfe gewährt. Hier greift zudem in den Fällen notwendiger Verteidigung die Pflichtverteidigung. Allerdings ist diese nicht bei allen Straftaten möglich, sondern erst bei Haft, Schwierigkeit der Sach- und Rechtslage etc. Dagegen kann Opfern von Straftaten, die zur Nebenklage berechtigt sind, hierfür entweder unter den Voraussetzungen des § 397a Abs. 1 StPO ein Rechtsanwalt als Beistand bestellt werden oder unter den Voraussetzungen des § 397a Abs. 2 StPO Prozesskostenhilfe gewährt werden. Gemäß § 379 Abs. 3 StPO wird auch dem Privatkläger im Privatklageverfahren Prozesskostenhilfe nach denselben Grundsätzen und Voraussetzungen wie im Zivilprozess gewährt.

### Ausführliche Rundfunkberichte
- Albrecht Kieser: Weniger Recht für Arme? – Die Prozesskostenhilfe soll begrenzt werden in dradio Hintergrund vom 15. Januar 2008
- Annette Wilmes: Keine Zwei-Klassen-Justiz schaffen – Die geplante Reform der Prozesskostenhilfe stößt auf Gegenwehr, Deutschlandfunk – „Hintergrund“ vom 14. Mai 2013